# Вест Вајомисинг (Пенсилванија)
Вест Вајомисинг (енгл. West Wyomissing) насељено је место без административног статуса у америчкој савезној држави Пенсилванија.

## Демографија
По попису из 2010. године број становника је 3.407, што је 391 (13,0%) становника више него 2000. године.
| Група             | 2000.         | 2010.         |
| Белци             | 2.843 (94,3%) | 2.880 (84,5%) |
| Афроамериканци    | 38 (1,3%)     | 137 (4,0%)    |
| Азијати           | 16 (0,5%)     | 42 (1,2%)     |
| Хиспаноамериканци | 93 (3,1%)     | 302 (8,9%)    |
| Укупно            | 3.016         | 3.407         |